# Hradiště nad Semtěší
Hradiště nad Semtěší je zaniklý hrad v katastrálním území Sovolusky u Přelouče v okrese Pardubice. Nachází se na ostrožně nad východním okrajem obce Semtěš v nadmořské výšce asi 325 metrů.
Jeho zbytky jsou chráněny jako kulturní památka ČR.

## Historie
O lokalitě se nedochovaly žádné písemné prameny. Podle archeologického výzkumu provedeného v letech 1988–1990 byl malý hrad založen ve třináctém století. Osídlen byl jen krátkou dobu a ve čtrnáctém století, před rokem 1322, kdy je doložena semtěšská tvrz, zanikl.

## Stavební podoba
Hrad se skládal z předhradí a podstatně menšího hradního jádra. Předhradí chránil příkop, za kterým stála hradba, z níž se zachoval val vysoký 1,5–2 metry. Konstrukci hradby tvořily dvě stěny z do země zaražených kůlů vzájemně vzdálené 340 centimetrů. Prostor mezi nimi střídavě vyplňovaly vrstvy jílu a kamení. Boční strany ostrožny byly opevněné pouze palisádami. Boční i čelní opevnění zaniklo rozsáhlým požárem. Podobně jako předhradí bylo opevněné také hradní jádro. Dochované zbytky opevnění sestávají z až tři metry hlubokého příkopu a valu. Původní hradba dosahovala tloušťky 5,5 metru a měla vnější stěnu zesílenou zdí z nasucho kladených kamenů, zatímco vnitřní strana byla pouze dřevěná. V jádře se dochovala cisterna na vodu hluboká původně 2,5 metru a prohlubeň, která je pozůstatkem dřevěné obytné budovy.
Jednoduchá podoba hradu nejspíše navazuje na tradici raně středověkých hradišť. Předpokládá se, že byl opěrným bodem v době kolonizace Železných hor. Šlechtickým sídlem bylo hradní jádro, zatímco předhradí mohlo plnit refugiální funkci.

## Přístup
Zbytky hradu jsou volně přístupné, ale nevede k nim žádná turisticky značená trasa.